# ノストイ
『ノストイ』（帰国物語、帰国譚、ギリシャ語： Νόστοι (Nóstoi), ラテン語：Nosti, 英語：Returns）は、古代ギリシアの叙事詩で、トロイア戦争を描いた叙事詩環の1つ。話の年代順にいうと『イーリオスの陥落』の直後の話になる。作者は不明だが、古代の著作家たちはトロイゼーンのアギアス、ホメーロス、エウメロスなどさまざまな名前を挙げていた。全部で5巻から成り、ダクテュロス・ヘクサメトロス（長短短六歩格）で書かれている。しかし、わずかに断片が残っているだけである。
題名の「ノストイ」は「帰郷」を意味するギリシャ語「ノストス（νόστος）」の複数形である。

## 創作年代
『ノストイ』は紀元前7世紀か紀元前6世紀に作られたと言われるが、確かではない。

## テキスト
『ノストイ』のオリジナルのテキストは5行半だけが残っているだけである。内容については、プロクロスの『Chrestomathy』の書いた「叙事詩の環」の散文のあらすじに頼るしかない状況である。

## 内容
- ギリシア軍がトロイアから故郷のギリシアに出発する準備をしているところから始まる。
- トロイアの略奪での神を畏れぬギリシア人のふるまいに女神アテーナーは憤っている。アガメムノーンはアテーナーをなだめるため遅れている。
- ディオメデスとネストールは直ちに出航して無事帰郷する。
- メネラーオスも出航するが嵐に遭い、船の大半を失ってエジプトに着く。そのため帰国は数年遅れる。
- 他のギリシア人たちはコロポーンの近くに漂着し、そこで予言者カルカースは死に、埋葬される。
- アガメムノーンが出航の準備をしていると、アキレウスの幽霊が現れて、アガメムノーンの運命を予言する。アガメムノーンは生贄を捧げて、出発する。
- アキレウスの子ネオプトレモスは祖母で海のニュンペー（ニンフ）のテティスの訪問を受ける。テティスは神々にもっと生贄を捧げるよう言う。
- ゼウスがアテーナーの頼みでアガメムノーン一行に嵐を浴びせる。エウボイア島南端のカペーリダイ岩礁で小アイアースは死ぬ。
- ネオプトレモスはテティスの忠告に従い陸路を取ることにする。その途中、トラキアのマローネイアでオデュッセウスと会う。オデュッセウスは海路でそこまで来ていた。再び旅立ち、途中ポイニクスが死ぬ。モロッソス人の国で祖父ペレウスがネオプトレモスを認める。
- アガメムノーンは帰郷するが、妻クリュタイムネーストラーとその愛人アイギストス（アガメムノーンのいとこ）に殺される。後にアガメムノーンとクリュタイムネーストラーの子オレステースが二人を殺して復讐を果たす。最後にメネラーオスがエジプトから帰郷する。この最後の部分、いわゆる「オレステイア」は、『オデュッセイア』第3巻・第4巻でネストールとメネラーオスによって物語られ、アイスキュロスの3部作の悲劇『オレステイア』の基になった。

『ノストイ』の最後で唯一消息がわからないのはオデュッセウスだけで、その帰郷の話は『オデュッセイア』で語られる。